# Krešimir Balenović
Krešimir Balenović, hrvaški kemik, predavatelj in akademik, * 17. maj 1914, † 25. februar 2003.
Balenović je deloval kot redni profesor za organsko in bioorgansko kemijo Univerze v Zagrebu in bil dopisni član Slovenske akademije znanosti in umetnosti (od 25. marca 1976).